# Krokiet na Letnich Igrzyskach Olimpijskich 1900 – gra pojedyncza, dwie piłki
Gra pojedyncza dwoma piłkami była jedną z trzech konkurencji w krokiecie na Letnich Igrzyskach Olimpijskich 1900. Zawody zostały rozegrane 4 lipca w Lasku Bulońskim w Paryżu.
W turnieju wystartowało sześciu francuskich zawodników, w tym jedna kobieta. W terminarzu znajdował się również mecz pomiędzy Belgiem Marcelem Haëntjensem a Francuzką Marie Ohier, jednak spotkanie to najprawdopodobniej nie odbyło się.
W pierwszej rundzie zawodnicy podzieleni zostali w pary. Zwycięzcy poszczególnych par oraz jeden przegrany awansowali do finału. W finale rozgrywki toczyły się systemem kołowym.
Złoty medal olimpijski zdobył Chrétien Waydelich, który wygrał wszystkie swoje mecze, srebro zdobył Maurice Vignerot, natomiast brąz - Jacques Sautereau.

## Pierwsza runda
| Zawodnik 1         | Wynik       | Zawodnik 2            |
| ------------------ | ----------- | --------------------- |
| Maurice Vignerot   | 2:0 (42:40) | Desprès               |
| Jacques Sautereau  | 2:0 (41:19) | Al. Blachère          |
| Chrétien Waydelich | walkower    | Jeanne Filleaul-Brohy |

## Finał

### Tabela
| Poz.   | Zawodnik           | Zwycięstwa | Porażki |
| ------ | ------------------ | ---------- | ------- |
| złoto  | Chrétien Waydelich | 3          | 0       |
| srebro | Maurice Vignerot   | 2          | 1       |
| brąz   | Jacques Sautereau  | 1          | 2       |
| 4      | Al. Blachère       | 0          | 3       |

### Wyniki
| Zawodnik 1         | Wynik       | Zawodnik 2        |
| ------------------ | ----------- | ----------------- |
| Chrétien Waydelich | 2:1 (42:41) | Maurice Vignerot  |
| Chrétien Waydelich | nieznany    | Jacques Sautereau |
| Chrétien Waydelich | nieznany    | Al. Blachère      |
| Maurice Vignerot   | 2:1 (42-41) | Jacques Sautereau |
| Maurice Vignerot   | walkower    | Al. Blachère      |
| Jacques Sautereau  | nieznany    | Al. Blachère      |